# نصف‌النهار ۱۳۹ درجه غربی
نصف‌النهار ۱۳۹ درجه غربی ۱۳۹مین نصف‌النهار غربی از گرینویچ است که از لحاظ زمانی 9ساعت و 16دقیقه با گرینویچ اختلاف زمانی دارد.
این نصف‌النهار از قطب شمال شروع و از مناطق زیر گذشته و به قطب جنوب ختم می‌شود.
- کانادا
- اقیانوس آرام
- آلاسکا( ایالات متحده آمریکا)